# 16 май
16 май е 136-ият ден в годината според григорианския календар (137-и през високосна). Остават 229 дни до края на годината.

## Събития
- 1204 г. – Балдуин IX Фландърски е коронован за първи император на Латинската империя.
- 1527 г. – Флорентинците изгонват Медичите от Флоренция и градът отново става република.
- 1717 г. – Волтер е арестуван и е затворен в Бастилията заради сатиричните си стихове.
- 1770 г. – 14-годишната Мария-Антоанета се омъжва за 15-годишния Луи-Август, който по-късно става крал на Франция.
- 1818 г. – Основан е град Нова Фрибурго, Бразилия.
- 1836 г. – Едгар Алън По се оженва официално за 13-годишната си братовчедка Вирджиния.
- 1888 г. – Открит е астероидът Паулина.
- 1899 г. – Открито е X обикновено народно събрание.
- 1901 г. – Състои се първият мач на националния отбор на Уругвай срещу Аржентина в Монтевидео.
- 1912 г. – Подписан е таен отбранителен Българо-гръцки договор.
- 1915 г. – Първа световна война: Антантата връчва първа нота на България, като и предлага да нападне Турция и да завземе Източна Тракия.
- 1920 г. – Жана д'Арк е канонизирана от Католическата църква в Базилика Свети Петър в Рим от папа Бенедикт XV.
- 1929 г. – В Холивуд (Калифорния) е проведена първата церемония по връчване на „Наградите на Академията“.
- 1946 г. – Северен Лас Вегас получава статут на град.
- 1960 г. – В Малибу (Калифорния), Теодор Майман демонстрира първия лазер.
- 1966 г. – Китайската комунистическа партия стартира Културната революция в страната.
- 1969 г. – Съветската космическа сонда Венера 5 каца на Венера.
- 1975 г. – Японката Джунко Табей става първата жена, изкачила връх Еверест
- 1996 г. – Французойката Шантал Модюи става първата жена, изкачила четвъртия по големина връх в света Лхотце.
- 2005 г. – Стартира проектът Древни цивилизации.
- 2003 г. – В Казабланка, Мароко е извършен атентат на Ал-Каида, 33 души загиват, а над 100 души са ранени след нападения срещу ресторант и кафене, често посещавани от чужденци.
- 2007 г. – Общото събрание на ООН приема, че многоезичността развива единство в многообразието и международно разбирателство и обявява 2008 година за Международна година на езиците.

## Родени
- 1718 г. – Мария Гаетана Анези, италианска математичка († 1799 г.)
- 1761 г. – Джон Оупи, английски художник († 1807 г.)
- 1836 г. – Димитри Атанасеску, румънски просветител († 1907 г.)
- 1857 г. – Силян Вълчев, български революционер († ? г.)
- 1872 г. – Георги Данаилов, български учен († 1939 г.)
- 1888 г. – Роял Реймънд Райф, лекар и изобретател († 1971 г.)
- 1892 г. – Дитрих фон Заукен, германски офицер († 1980 г.)
- 1898 г. – Тамара де Лемпицка, полска художничка († 1980 г.)
- 1905 г. – Хенри Фонда, американски актьор († 1982 г.)
- 1910 г. – Олга Бергголц, руска поетеса († 1975 г.)
- 1911 г. – Борислав Стоянов, български архитект († 1991 г.)
- 1911 г. – Джовани Варлиен, италиански футболист и треньор († 1990 г.)
- 1913 г. – Георге Апостол, румънски политик († 2010 г.)
- 1921 г. – Чавдар Кюранов, български политик († 2004 г.)
- 1925 г. – Банчо Банов, български актьор († 1993 г.)
- 1930 г. – Бети Картър, американска певица († 1998 г.)
- 1935 г. – Красимир Андреев, български композитор
- 1938 г. – Владислав Икономов, български режисьор († 2014 г.)
- 1938 г. – Иван Съдърланд, американски информатик
- 1944 г. – Дани Трехо, американски актьор
- 1946 г. – Робърт Фрип, английски музикант
- 1950 г. – Йохан Георг Беднорц, германски физик, Нобелов лауреат през 1987
- 1953 г. – Кристиян Кръстев, български политик
- 1953 г. – Пиърс Броснан, ирландски актьор
- 1954 г. – Дафид Уилямс, канадски астронавт
- 1955 г. – Олга Корбут, беларуска гимнастичка
- 1958 г. – Пламен Пеев, български актьор
- 1962 г. – Бобан Здравкович, сръбски певец
- 1965 г. – Крис Новоселич, американски басист (Nirvana)
- 1966 г. – Джанет Джаксън, американска поп изпълнителка
- 1968 г. – Албена Ставрева, българска актриса
- 1968 г. – Дани Милев, български музикант, певец, композитор и текстописец
- 1969 г. – Дейвид Бореанас, американски актьор
- 1969 г. – Ерол Ибрахимов, български певец (Уикеда)
- 1969 г. – Марко Курц, германски футболист
- 1970 г. – Габриела Сабатини, аржентинска тенисистка
- 1974 г. – Лаура Паузини, италианска певица
- 1975 г. – Тони Како, финландски певец
- 1976 г. – Денислав Калбанов, български футболист
- 1977 г. – Емилиана Торини, исландска певица
- 1979 г. – Самет Ашимов, български футболист
- 1981 г. – Джоузеф Морган, английски и американски актьор играещ в сериалите „Дневниците на вампира“ и „Древните“.
- 1982 г. – Били Кроуфърд, филипино-американски актьор и музикант
- 1983 г. – Нанси Ажрам, ливанска певица
- 1985 г. – Станислав Яневски, български актьор
- 1986 г. – Дормушали Саидходжа, български футболист
- 1986 г. – Меган Фокс, американска актриса
- 1990 г. – Томас Сангстър, английски актьор
- 1991 г. – Григор Димитров, български тенисист

## Починали
- 1620 г. – Уилям Адамс, английски мореплавател (* 1564 г.)
- 1703 г. – Шарл Перо, френски писател (* 1628 г.)
- 1798 г. – Йосеф Хиларий Екхел, австрийски нумизматик (* 1737 г.)
- 1826 г. – Елизавета Алексеевна, руска императрица (* 1779 г.)
- 1828 г. – Уилям Конгрийв, английски изобретател (* 1772 г.)
- 1830 г. – Жан Батист Жозеф Фурие, френски математик (* 1768 г.)
- 1861 г. – Иван Денкоглу, български просветен деец (* 1781 г.)
- 1883 г. – Алексей Церетели, руски дипломат (* 1848 г.)
- 1891 г. – Йон Братиану, министър-председател на Румъния (* 1821 г.)
- 1902 г. – Михаил Константинович Клодт, руски художник, пейзажист (* 1832 г.)
- 1905 г. – Павел Караасановски, български революционер (* 1869 г.)
- 1908 г. – Драган Манчов, български книжовник (* 1824 г.)
- 1912 г. – Хараламби Натов, български свещеник (* 1833 г.)
- 1914 г. – Петър Святополк-Мирски, руски офицер (* 1857 г.)
- 1926 г. – Мехмед VI, последен султан на Османската империя (* 1861 г.)
- 1927 г. – Болгар Багрянов, български артист (* 1895 г.)
- 1938 г. – Иван Мърквичка, български художник (* 1856 г.)
- 1943 г. – Илия Антевски, югославски партизанин (* 1919 г.)
- 1944 г. – Иван Апостолов, български партизанин (* 1924 г.)
- 1944 г. – Никола Банков, български партизанин (* 1924 г.)
- 1953 г. – Джанго Райнхарт, белгийски музикант (* 1910 г.)
- 1955 г. – Светослав Обретенов, български композитор (* 1909 г.)
- 1957 г. – Елиът Нес, американски федерален агент (* 1903 г.)
- 1969 г. – Робърт Р., първият починал от СПИН (* 1954 г.)
- 1982 г. – Иван Михайлов, български генерал (* 1897 г.)
- 1984 г. – Анди Кауфман, американски комик (* 1949 г.)
- 1984 г. – Ъруин Шоу, американски писател (* 1913 г.)
- 1986 г. – Йордан Кръчмаров, български поет (* 1948 г.)
- 1990 г. – Джим Хенсън, американски кукловод (* 1936 г.)
- 1993 г. – Николай Блохин, руски хирург (* 1912 г.)
- 1994 г. – Ален Кюни, френски актьор (* 1908 г.)
- 1995 г. – Ред Амик, американски автомобилен състезател (* 1929 г.)
- 1998 г. – Божидар Видоески, лингвист от Република Македония (* 1920 г.)
- 1999 г. – Стоян Гърков, български военен деец (* 1916 г.)
- 2009 г. – Севда Севан, българска писателка (* 1945 г.)
- 2010 г. – Освалдо Лопес Ареляно, хондураски политик (* 1921 г.)
- 2010 г. – Рони Джеймс Дио, американски певец (* 1942 г.)
- 2010 г. – Ханк Джоунс, американски композитор (* 1918 г.)
- 2014 г. – Никола Гюзелев, български оперен певец (* 1936 г.)

## Празници
- Малайзия – Ден на учителя (Хари Гуру)